# Conor Washington
Conor James Washington (Chatham, 18 mei 1992) is een Noord-Iers voetballer die doorgaans als aanvaller speelt. Hij verruilde Queens Park Rangers in augustus 2018 voor Sheffield United.

## Clubcarrière
Washington begon met voetballen bij de lokale club St Ives Town voordat hij in oktober 2012 de overstap maakte naar Newport County. Hij maakte zijn debuut voor de club op 3 augustus 2013, tegen Accrington Stanley. Een week later maakte hij zijn eerste doelpunt, in een wedstrijd tegen Northampton Town. In januari 2014 maakte hij vervolgens de overstap naar Peterborough United. Nadat hij daar twee jaar gespeeld werd Washington voor een bedrag rond de drie miljoen Pond verkocht aan Queens Park Rangers. Hij debuteerde voor die club op 23 januari 2016, tegen Wolverhampton Wanderers. In augustus 2018 vertrok hij naar Sheffield United

## Interlandcarrière
In maart 2016 werd Conor Washington ook voor het eerst opgeroepen voor het Noord-Iers voetbalelftal. Hij maakte vervolgens zijn debuur voor Noord-Ierland op 24 maart 2016 in de wedstrijd tegen Wales. Vier dagen later maakte hij ook zijn eerste doelpunt in het shirt van zijn land tegen Slovenië. In mei dat jaar werd hij tevens opgeroepen voor het team dat deelnam aan het EK 2016, de eerste deelname van het land aan een EK. Noord-Ierland werd in de achtste finale uitgeschakeld door Wales (0–1), dat won door een eigen doelpunt van de Noord-Ierse verdediger Gareth McAuley.